# Opština Delčevo
Delčevo (makedonsky Делчево) je opština ve Východním regionu v Severní Makedonii. Centrem opštiny je město Delčevo.

## Geografie
Opština sousedí na severu s Bulharskem, na severozápadě s opštinou Makedonska Kamenica, na západě s opštinou Vinica, na jihozápadě s opštinou Berovo a na jihu s opštinou Pehčevo.
Centrem opštiny je město Delčevo. Pod něj spadá 21 dalších vesnic:
| Vesnice       | Počet obyvatel |
| ------------- | -------------- |
| Bigla         | 274            |
| Čiflik        | 51             |
| Dramče        | 288            |
| Dzvegor       | 904            |
| Gabrovo       | 794            |
| Grad          | 534            |
| Iliovo        | 127            |
| Kiselica      | 35             |
| Kosovo Dabje  | 21             |
| Nov Istevnik  | 144            |
| Očipala       | 92             |
| Poleto        | 194            |
| Razlovci      | 826            |
| Selnik        | 28             |
| Stamer        | 344            |
| Star Istevnik | 70             |
| Trabotivište  | 533            |
| Turija        | 102            |
| Vetren        | 114            |
| Virče         | 498            |
| Vratislavci   | 32             |

## Demografie
Podle sčítání lidu z roku 2002 žije v opštině 17 505 obyvatel. Etnickými skupinami:
- Makedonci – 16 637 (95,0 %)
- Romové – 651 (3,7 %)
- Turci – 122 (0,7 %)
- ostatní